# أبو حية الهوز (الرقة)
أبو حية الهوز قرية سورية تتبع ناحية سلوك في منطقة تل أبيض في محافظة الرقة. بلغ عدد سكانها 1168 نسمة في عام 2004 حسب إحصاء المكتب المركزي للإحصاء.